# Tropfenzähler

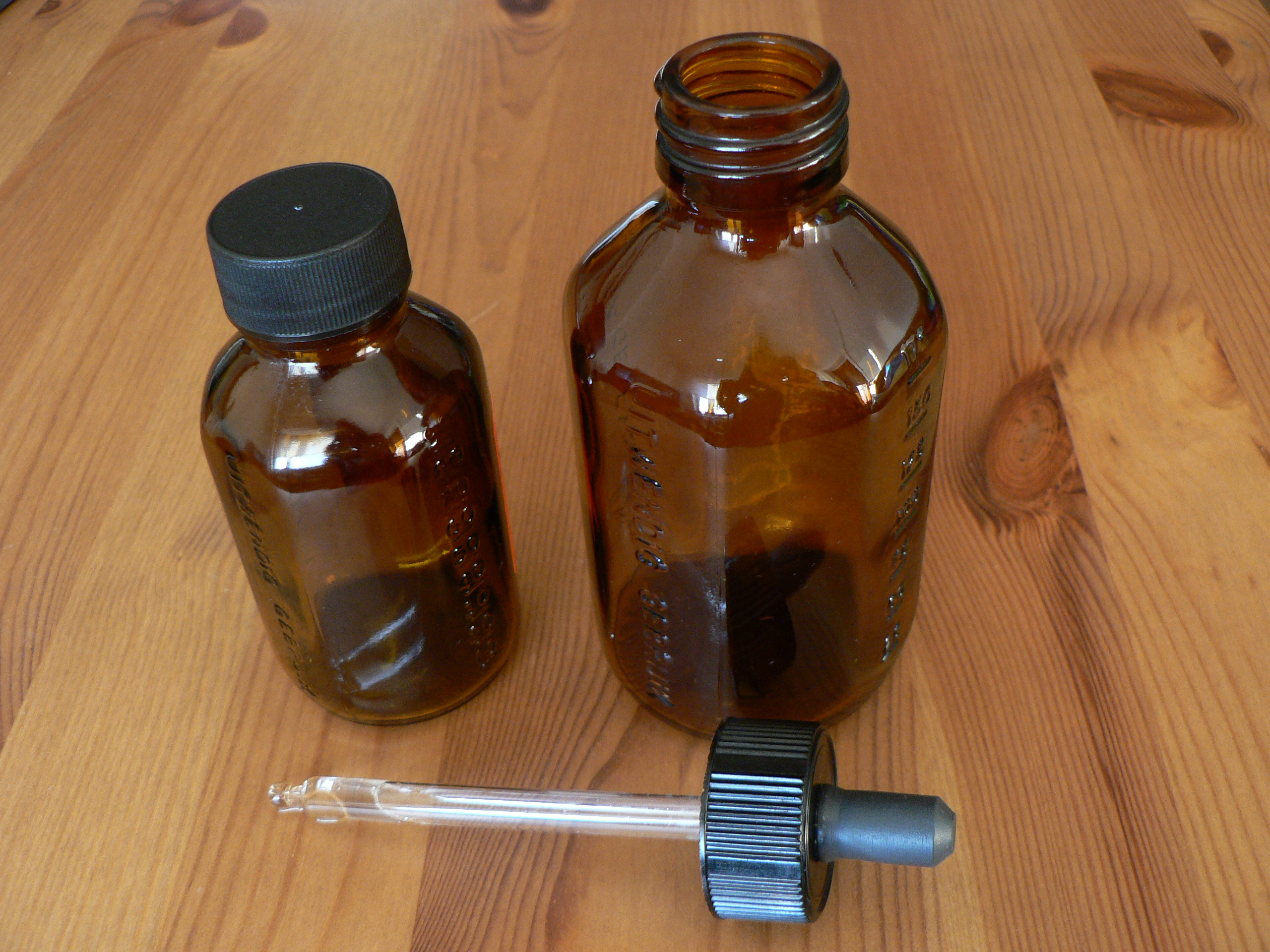
Medizinflaschen und Normaltropfenzähler

Der Normaltropfenzähler oder Tropfer ist eine Vorrichtung zum Abmessen/Dosieren geringer Flüssigkeitsmengen in Form von Tropfen.
Er wird hauptsächlich in der Medizin, Pharmazie und Analytik verwendet.
Gebräuchlich sind Tropfenzähler als Einsätze in Medizingläsern und als Pipetten, die in den Verschluss von Medizingläsern integriert sind. Tropfpipetten sind ebenso als eigenständiges Teil, auch als Einwegartikel, verfügbar.
Die Größe, das Volumen und die Masse eines Tropfens ist abhängig von
- Dichte
- Viskosität
- Oberflächenspannung der Flüssigkeit
- Form, Art und Dimensionen des Tropfers
- Temperatur
- Luftdruck

Der „Normaltropfenzähler“ des Europäischen Arzneibuchs ist so gestaltet, dass 20 Tropfen Wasser von 20 ± 1 °C eine  Masse von 1,000 g ± 0,0050 g ergeben, wenn der Tropfer senkrecht verwendet wird und die Abtropfgeschwindigkeit bei einem Tropfen je Sekunde liegt.
Grundsätzlich gilt, dass das tatsächliche Volumen und die Masse des Tropfens wesentlich von der zu tropfenden Flüssigkeit abhängig ist. Exakte Angaben für eine bestimmte Flüssigkeit liefert der Hersteller der Flüssigkeit bzw. muss im Einzelfall ermittelt werden.
Die Dosierung einer Flüssigkeit durch Tropfen ist nur eingeschränkt genau. Mit Abweichungen von einigen Prozent ist stets zu rechnen.
Eine Sonderform des Tropfenzählers ist das Tropfstäbchen (meist aus Glas gefertigt). Das Tropfstäbchen wird in die zu tropfende Flüssigkeit getaucht und herausgezogen. Es bildet sich ein einzelner Tropfen, dessen Volumen und Masse sowohl von der Flüssigkeit abhängt, als auch von Form und Durchmesser des Tropfstäbchens und der Geschwindigkeit, mit der das Stäbchen aus der Flüssigkeit herausgezogen wird.